# Challenger de Zhuhai 2016
El torneo Zhuhai Challenger 2016 es un torneo profesional de tenis. Pertenece al ATP Challenger Series 2016. Se disputará su 1ª edición sobre superficie dura, en Zhuhai, China entre el 07 al el 13 de marzo de 2016.

## Jugadores participantes del cuadro de individuales
| Favorito | País                                  | Jugador               | Rank1 | Posición en el torneo |
| -------- | ------------------------------------- | --------------------- | ----- | --------------------- |
| 1        | Bandera de la India                   | Yuki Bhambri          | 111   | Semifinales           |
| 2        | Bandera de Georgia                    | Nikoloz Basilashvili  | 118   | Primera ronda         |
| 3        | Bandera de Australia                  | Jordan Thompson       | 123   | Semifinales           |
| 4        | Bandera de Italia                     | Thomas Fabbiano       | 126   | CAMPEÓN               |
| 5        | Bandera de la India                   | Saketh Myneni         | 156   | Cuartos de final      |
| 6        | Bandera de Croacia                    | Franko Škugor         | 163   | Cuartos de final      |
| 7        | Bandera de la República Popular China | Wu Di                 | 172   | Primera ronda         |
| 8        | Bandera de Rusia                      | Alexander Kudryavtsev | 179   | Cuartos de final      |

- 1 Se ha tomado en cuenta el ranking del 29 de febrero de 2016.

### Otros participantes
Los siguientes jugadores recibieron una invitación (wild card), por lo tanto ingresan directamente al cuadro principal (WC):
- Gao Xin
- Ouyang Bowen
- Wang Chuhan
- Altug Celikbilek

Los siguientes jugadores ingresan al cuadro principal tras disputar el cuadro clasificatorio (Q):
- Cheong-Eui Kim
- Kevin Krawietz
- Maximilian Neuchrist
- Lorenzo Sonego

## Campeones

### Individual Masculino
- Thomas Fabbiano derrotó en la final a  Zhang Ze, 5–7, 6–1, 6–3

### Dobles Masculino
- Gong Maoxin /  Yi Chu-huan derrotaron en la final a  Hsieh Cheng-peng /  Wu Di, 2–6, 6–1, [10–5]